# Giải Oscar lần thứ 79
Giải Oscar lần thứ 79 được tổ chức tại Rạp Kodak, Hollywood, Los Angeles, California, Hoa Kỳ ngày 25 tháng 2 năm 2007

## Các giải chính

### Phim
| Giải                     | Phim đoạt giải        | Nhà sản xuất/Quốc gia |
| ------------------------ | --------------------- | --------------------- |
| Phim hay nhất            | The Departed          | Graham King           |
| Phim nước ngoài hay nhất | The Lives of Others   | Đức                   |
| Phim tài liệu hay nhất   | An Inconvenient Truth | Davis Guggenheim      |
| Phim hoạt hình hay nhất  | Happy Feet            | George Miller         |

### Diễn viên
| Giải                              | Người đoạt giải | Phim                      |
| --------------------------------- | --------------- | ------------------------- |
| Nam diễn viên chính xuất sắc nhất | Forest Whitaker | The Last King of Scotland |
| Nữ diễn viên chính xuất sắc nhất  | Helen Mirren    | The Queen                 |
| Nam diễn viên phụ xuất sắc nhất   | Alan Arkin      | Little Miss Sunshine      |
| Nữ diễn viên phụ xuất sắc nhất    | Jennifer Hudson | Dreamgirls                |

### Đạo diễn
| Giải                   | Người đoạt giải | Phim         |
| ---------------------- | --------------- | ------------ |
| Đạo diễn xuất sắc nhất | Martin Scorsese | The Departed |

### Kịch bản
| Giải                         | Người đoạt giải | Phim                 |
| ---------------------------- | --------------- | -------------------- |
| Kịch bản gốc hay nhất        | Michael Arndt   | Little Miss Sunshine |
| Kịch bản chuyển thể hay nhất | William Monahan | The Departed         |

### Giải đặc biệt
| Giải                   | Người đoạt giải |
| ---------------------- | --------------- |
| Danh dự                | Ennio Morricone |
| Nhân đạo Jean Hersholt | Sherry Lansing  |